# Арчибальд Мілн
Арчибальд Берклі Мілн, 2-й баронет (англ. Archibald Berkeley Milne; нар. 2 червня 1855 — пом. 4 липня 1938, Лондон) — британський воєначальник, адмірал (1911) Королівського військово-морського флоту Великої Британії, учасник Першої світової війни.

## Біографія
Військова кар'єра
- 3 травня 1869 — кадет ВМС
- 20 жовтня 1870 — мічман
- 1 червня 1876 — лейтенант
- 3 вересня 1884 — командер
- 31 грудня 1891 — капітан
- 25 квітня 1904 — контрадмірал
- 12 травня 1908 — віцеадмірал
- 19 вересня 1911 — адмірал

Арчибальд Берклі Мілн народився 2 червня 1855 року в сім'ї видатного адмірала флоту сера Александера Мілна, 1-го баронета. 3 травня 1869 року Мілн вступив кадетом до Королівського флоту. У 1879 році став ад'ютантом лорда Челмсфорда під час Англо-зулуської війни. Йому пощастило уникнути різанини британських сил 22 січня 1879 року у битві при Ісандлвані.
У 1891 році у званні капітана він прийняв командування королівським пароплавом «Осборн». Після командування крейсером «Венус», який служив на Середземноморській станції, у грудні 1900 року він був призначений командиром пре-дредноута «Юпітер» Флоту Каналу. У жовтні 1902 року він був призначений військово-морським ад'ютантом короля. З квітня 1903 до 1905 року командував королівською яхтою. За цей час він став другом короля Едуарда VII і королеви Олександри, яка називала його «Аркі-Баркі».
До 1906 року Арчибальд Мілн був заступником командувача Атлантичним флотом. З 1908 по 1910 рік Мілн командував 2-ю дивізією Домашнього флоту. В листопаді 1912 року став головнокомандувачем Середземноморського флоту. На початку Першої світової війни Середземноморський флот складався з трьох лінійних крейсерів-дредноутів, чотирьох великих броненосних крейсерів, чотирьох легких крейсерів і 16 міноносців.

### Перша світова війна
Зранку 4 серпня 1914 року два британських крейсери «Індефатігебл» і «Індомітебл» під командуванням адмірала Мілна зіткнулися у водах Середземного моря з німецькими лінійним крейсером «Гебен» та легким крейсером «Бреслау», які під командуванням контрадмірала Вільгельма Сушона поверталися до Італії після артилерійського обстрілу французького морського порту Філіппвіля — в Алжирі. Хоча на той час Британія ще не була в стані війни з Німецькою імперією, адмірал Б. Мілн наказав слідувати крейсерам за німцями, що прямували до Мессіни на дозаправлення вугіллям.
6 серпня несподівано для британців німецькі рейдери вийшли з бухти Мессіни та вирушили в бік Константинополя. Тільки опівночі 8 числа британські крейсери вирушили навздогін за німецькими кораблями. На той час в акваторії Адріатичного моря діяла британська крейсерська ескадра контрадмірала Ернеста Траубріджа, що складалася з чотирьох броненосних крейсерів «Дефенс», «Блек Принс», «Ворріор» та «Герцог Единбурзький» і восьми есмінців, озброєних торпедами. Але, британські кораблі були меншими та повільнішими за «Гебена»; вони також були значно поступалися в озброєнні та бронюванні німецьким крейсерам. Виходячи з цього Трабрідж дійшов висновку, що перевага у швидкості та дальності стрільби гармат головного калібру ворожого лінійного крейсера дозволять йому утримувати достатню відстань, щоб відбити атаку кораблів Трубріджа, перш ніж вони зможуть наблизитися достатньо близько для ведення бою. Британці відступили.
Німецькі кораблі прорвалися до Константинополя, й зрештою були передані Османській імперії, де німецькі крейсери перейменували на «Явуз Султан Селім» та «Міділлі». За кілька тижнів колишні «Гебен» та «Бреслау» атакували російські позиції на Чорному морі, тим самим втягнувши Османську імперію у війну на боці Центральних держав.
Попри відсутність безпосередніх бойових дій, невдача британського флоту спричинила колосальні політичні й військові наслідки. За словами тодішнього Першого лорда адміралтейства Вінстона Черчилля, вона принесла «більше смертей, горя і руйнувань, ніж будь-коли завдавали дії кораблів».
Нездатність Мілна зупинити «Гебен» і «Бреслау» викликала фурор у британській пресі, і Мілна різко критикували. Попри те, що Адміралтейство в Лондоні відсторонило його від посади (добре усвідомлюючи свою власну невдачу в цій справі), Мілн більше ніколи не отримував командної посади.
Після цього Мілн продовжував службу за половинну зарплату. Адміралтейство неодноразово підкреслювало, що Мілн був звільнений від усіх звинувачень у справі, особливо важливо, коли оголосив про відставку Мілна за його власним бажанням у 1919 році.